# Paul Bernadot
Pour les articles homonymes, voir Bernadot.
Paul Bernadot est un médecin et peintre toulousain, né à Plaisance-du-Touch le 23 août 1886 et mort à La Garde-Freinet le 10 novembre 1913.

## Biographie
Né à Plaisance-du-Touch en 1886 d'un père vétérinaire militaire, Paul Bernadot entreprend des études de médecine en 1905.
Il consacre son temps libre à l'étude et à la pratique de la peinture. Il fréquente l'atelier de Guénot quai de Tounis animé par Charles Malpel où il côtoie Lucien Andrieu, Marcel-Lenoir, Gaspard Maillol et Paul Olive.
À partir de 1907 il subit l'influence du peintre Pierre Laprade dont il saura se détacher par la suite pour exprimer un style plus personnel. 
Entre 24 et 26 ans il est interne à l'hôpital de Boulogne-sur-Mer et il revient à Toulouse pour soutenir sa thèse de médecine. 
Il obtient un poste à La Garde-Freinet où il part s'installer. Il tombe rapidement malade et meurt de la tuberculose en 1913 à l'âge de 27 ans.
Il est représenté sur la fresque Le Parnasse occitan réalisée par Marc Saint-Saëns pour la salle de lecture de la bibliothèque municipale de Toulouse aux côtés de Déodat de Séverac. 
Pour Paul-Eugène Mesplès il était « le talent le plus puissant, le mieux équilibré et le plus véritablement méridional que Toulouse ait donné dans l'époque contemporaine. »

## Expositions
- 1903, 1904, 1906, 1908 : Salon de l'union artistique de Toulouse
- 1er-10 mai 1908 : Exposition collective L'Art au Télégramme organisée par Charles Malpel

- décembre 1928 : Exposition rétrospective à la galerie André Arbus

- mai-juin 1934 : Exposition rétrospective au salon de la Société des artistes méridionaux
- avril 1941 : Exposition des artistes des Salons d'automne, des Tuileries et des Décorateurs au musée des Augustins[2]
- 1947 : Salon des médecins

## Œuvres
Il réalise essentiellement des portraits, paysages et natures mortes. Le musée des Augustins, le musée du Vieux Toulouse et le musée Paul-Dupuy conservent une partie de ses œuvres. 

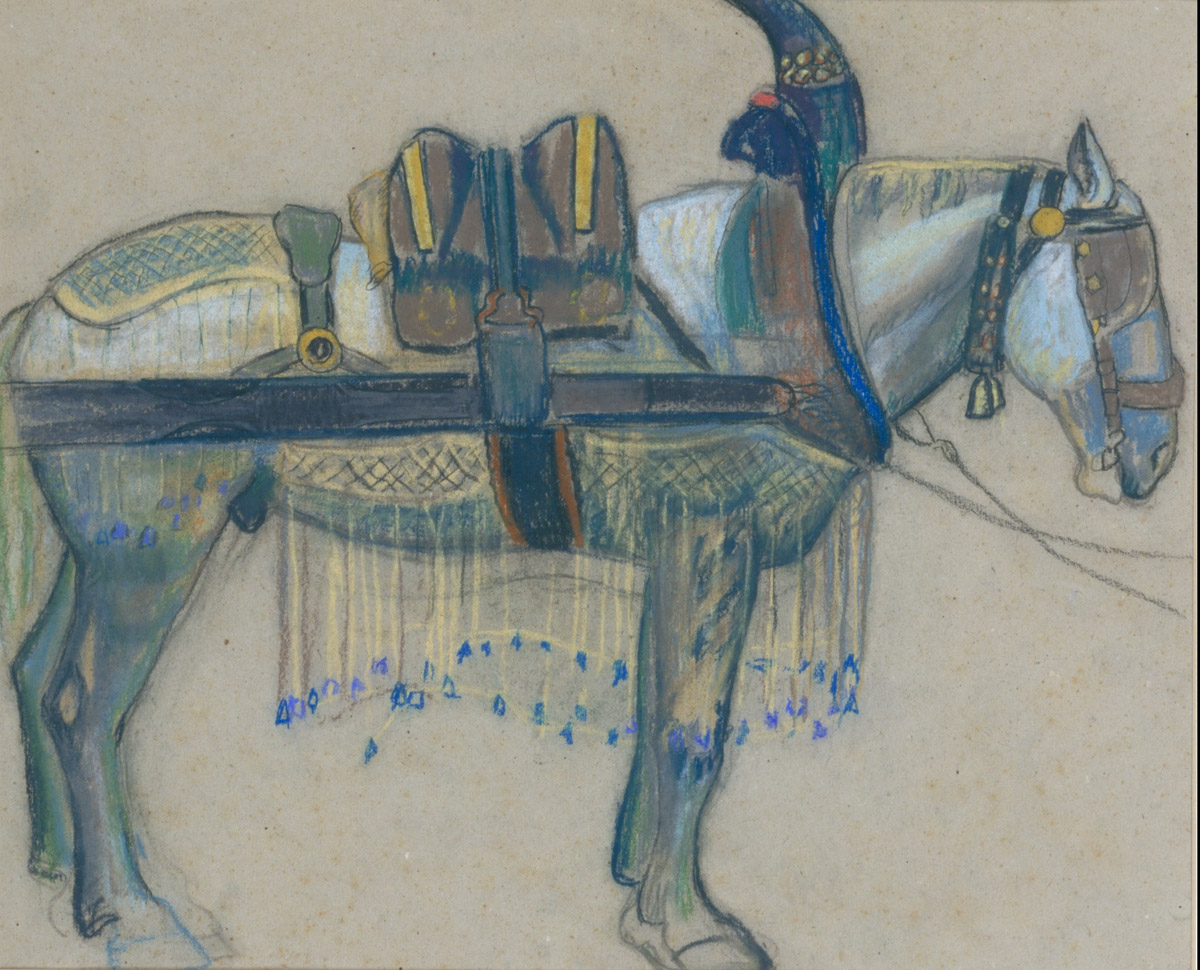
Le cheval de minotier, musée des Augustins
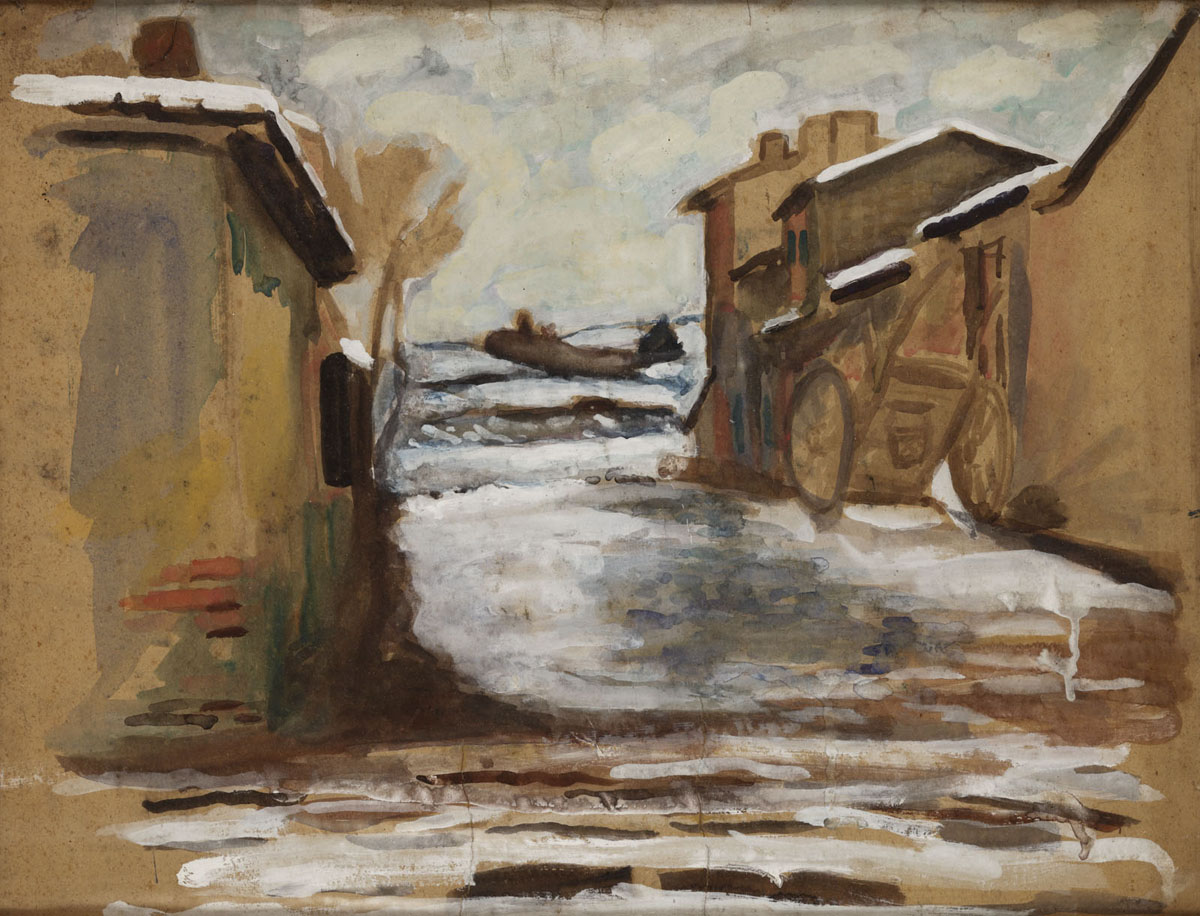
Neige à Plaisance-du-Touch, musée des Augustins
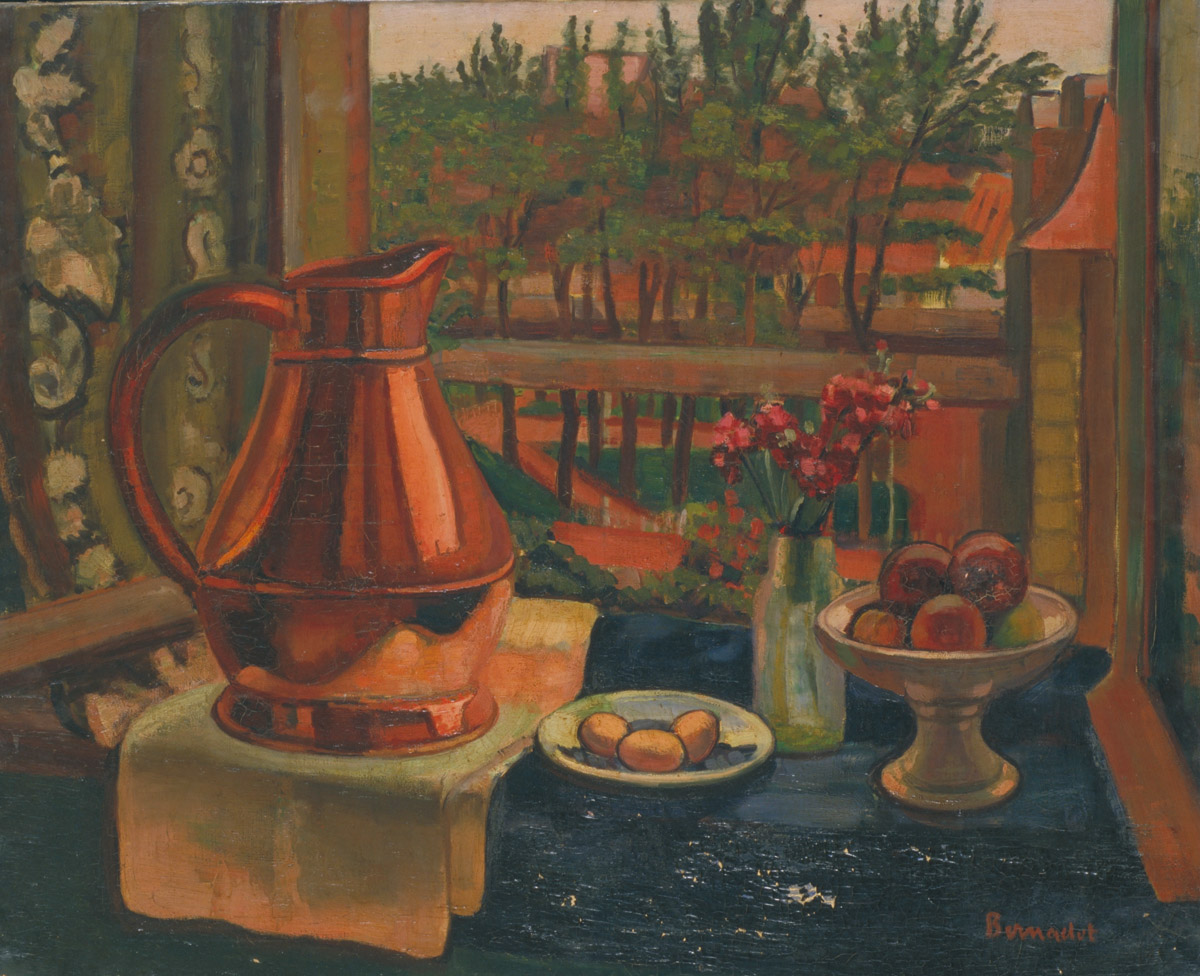
Nature morte, musée des Augustins
Autoportrait, musée du Vieux Toulouse
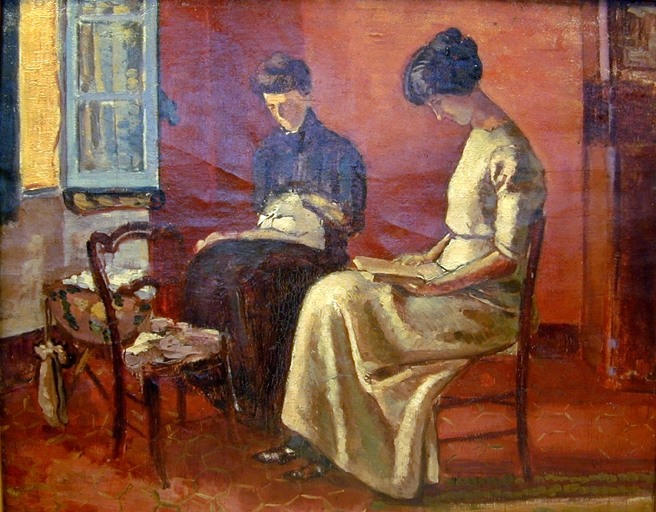
La mère et la sœur de l'artiste à Plaisance-du-Touch, musée du Vieux Toulouse

## Publications
Camille Soula a publié dans la revue toulousaine Le Bon plaisir les notes et réflexion rédigées sur un carnet par Paul Bernadot.